# Bradornis
Genre
Bradornis est un genre d’oiseaux de la famille des Muscicapidae.
S'appuyant sur diverses études phylogéniques qui montrent que les espèces de ce genre appartiennent à un clade d'espèces proches, le Congrès ornithologique international (classification version 4.1, 2014) transfère les quatre espèces de ce genre dans le genre Melaenornis. il fut ressuscité en 2023,.

## Liste d'espèces
Selon la classification de référence du Congrès ornithologique international (15.1, 2025) (ordre phylogénique) :
- Bradornis comitatus (Cassin, 1857) – Gobemouche ardoisé
- Bradornis microrhynchus Reichenow, 1887 – Gobemouche à petit bec
- Bradornis mariquensis Smith, 1847 – Gobemouche du Marico

Le COI reconnaissait jadis trois autres espèces :
- Bradornis boehmi Reichenow, 1884 – Gobemouche de Böhm
- Bradornis ussheri (Sharpe, 1871) – Gobemouche d'Ussher
- Bradornis fuliginosus (Verreaux & Verreaux, 1855) – Gobemouche enfumé

...ainsi que deux autres espèces jusqu'à la classification de référence (version 3.5, 2013) :
- Bradornis pallidus (von Muller, 1851) – Gobemouche pâle
- Bradornis infuscatus (Smith, 1839) – Gobemouche traquet

...ainsi qu'une autre espèce jusqu'à sa version 2.10 :
- Bradornis pumilus (Sharpe, 1895)

...aujourd'hui, comme les autres principales autorités taxinomiques (Clements, Howard & Moore), le COI la considère comme une sous-espèce de Bradornis microrhynchus.